# 諮商心理學
諮商心理學（Counselling Psychology，香港譯為輔導心理學，中國譯名諮詢心理學），是以和個人或團體進行諮商為主題的心理學。透過與諮商者的互動，參與者能提升自身的覺察和瞭解，以探究滿足自身的需要或解決問題的方向。根據美國心理學會諮商心理學部， 諮商心理學是運用心理專業，結合對文化的敏感與文化理解的實踐，幫助人們改善他們的生活福祉，預防及緩解人們煩憂與適應不良，以及解決危機時機，提高人們對在生活有好地適應能力。
諮商心理學，專注於人不同年齡發展階段產生的困擾、生理、心理疾患或情緒層面的問題。

## 諮商心理學過程中的程序和技術
（包括但不僅限以下內容）
- 個人、家庭或團體的輔導及治療
- 危機、災難和創傷管理干預
- 心理障礙評估
- 心理健康、學校、家庭、人際關係和職場問題等議題的心理教育
- 組織諮詢
- 計劃評估和治療結果（例如，客戶進展）
- 專業培訓
- 臨床督導
- 建構和驗證心理測驗
- 科學研究的研究方法
1. 1 2  America Psychological Association (编). . www.apa.org.   [2024-01-26]. （原始内容存档于2024-01-18）.
2. ↑  . www.div17.org.   [2023-06-30]. （原始内容存档于2023-03-14）.